# حسين البحارنة
حسين محمد البحارنة (5 ديسمبر 1932) محامي ومستشار قانوني وكاتب بحريني ووزير سابق. حاصل على الدكتوراه في القانون الدولي العام من جامعة كامبريدج وقد شغل منصب وزير الدولة للشئون القانونية والمستشار القانوني لحكومة البحرين لمدة ست وعشرين سنة، وساهم في إعداد مسوّدة دستور البحرين للعام 1973. وشغل البحارنة كذلك مجموعة من المناصب الدولية وله عدة مؤلفات.

## دراسته
حصل البحارنة على الليسانس أو الإجازة في الحقوق من كلية الحقوق في بغداد عام 1953. ومن ثم انتقل إلى لندن حيث درس في كلية «لنكولنز إن» للقانون وحصل على درجة المحاماة في القانون الإنجليزي (باريستر). بعد ذلك، في العام 1956 حصل من جامعة لندن على الدبلوم العالي في القانون المقارن. ومن ثم انتقل لدراسة القانون الدولي العام في أكاديمية لاهاي للقانون الدولي، حيث حصل على شهادة الدبلوم. وأتم البحارنة دراسته بحصوله على شهادة الدكتوراه في القانون الدولي العام من جامعة كامبريدج في العام 1961.

## المناصب التي شغلها
في ستينات القرن العشرين، عيّن البحارنة كمستشار قانوني في وزارة الخارجية الكويتية (1962-1964)، ومن ثم كمستشار قانوني في شركة أرامكو السعودية (1965-1968). وفي العام 1969 تم تعيينه مستشارًا قانونيًا لحكومة البحرين، وبعد عام تم تعيينه عضوّا في مجلس الدولة في البحرين، قبل أن يتم تعيينه وزيرًا للشؤون القانونية في العام 1971 وذلك في أوّل وزارة تشكل بعد استقلال البحرين من بريطانيا. وقد استمر في منصبه هذا حتى التعديل الوزاري في منتصف يونيو من سنة 1995، حين تمت إحالته ومجموعة أخرى من الوزراء للتقاعد. وخلال هذه الفترة أسهم في صياغة التشريعات المدنية الحديثة في دولة البحرين، أبرزها دستور البحرين للعام 1973، حيث كان أحد أعضاء اللجنة الوزارية التي شاركت في إعداد مسوّدة هذا الدستور، والتي قامت بمعاونة الخبير الدستور عثمان خليل عثمان في ذلك. وقد ترافع أمام محكمة العدل الدولية ممثلًا للبحرين في قضية الخلاف الحدودي بينها وبين دولة قطر والذي تم الحكم فيه لصالح البحرين.
انتُخب البحارنة في العام 1987 كممثل لقارة آسيا في لجنة القانون الدولي التابعة للجمعية العامة للأمم المتحدة. وتم إعادة انتخابه من قبل الجمعية العامة لمدة أربع دورات متتابعة، فشغل هذا المنصب منذ انتخابه أول مرة حتى نهاية العام 2006. وقد انتخب كذلك في العام 1994 كعضو في مجلس إدارة المجلس الدولي للتحكيم التجاري. وبين العامين 2003 و2005 كان عضوًا في محكمة التحكيم التجاري الدولية التابعة لغرفة التجارة الدولية. وهو كذلك عضو في عدد كبير من المؤسسات والجمعيات والمراكز المحلية والعالمية.

## الأوسمة
- وسام المؤرخ العربي (اتحاد المؤرخين العرب، 1986).[5]
- وسام دولة البحرين من الدرجة الأولى (1996).[5]
- وسام الشيخ عيسى بن سلمان من الدرجة الأولى (2001).[5]

## مؤلفاته
للبحارنة مجموعة من البحوث والمؤلفات باللغتين العربية والإنجليزية تناول فيها مواضيع قانونية وتاريخية، محلية ودولية، أبرزها:
- The Legal Status of the Arabian Gulf States: A Study of Their Treaty Relations and Their International Problems (1968)
- دول الخليج العربي الحديثة: علاقاتها الدولية وتطور الأوضاع السياسية والقانونية والدستورية فيها (1973)
- الوضع القانوني لدعوى العراق بالسيادة على الكويت (1991)
- British Extra Territorial Jurisdiction in the Gulf 1913–1971 (1998)
- البحرين بين دستورين: التطورات السياسية والدستورية لنظام الحكم والإدارة في مملكة البحرين (2005)
- التطورات السياسية والدستورية في دول الخليج العربية 1820 - 2004 (2005)
- مراجعة لقانون الجنسية البحرينية في ضوء سياسة التجنيس الأجنبي في البحرين (2007)
- دراسة وتحليل قانوني للوضع الدستوري في مملكة البحرين (2008)
- دعوى إيران بالسيادة على البحرين وطريقة حلها سلميًا بواسطة الأمين العام للأمم المتحدة (2008)

## وصلات خارجية
- مقالات حسين محمد البحارنة في صحيفة الوسط البحرينية
- فيديو للبحارنة متحدثًا عن التطورات الدستورية في البحرين
- فيديو للبحارنة متحدثًا عن قانون الجنسية في البحرين